# دنی یایا
دنی یایا (به لاتین: Deniyaya) یک منطقهٔ مسکونی در سری‌لانکا است که در ناحیه ماتارا واقع شده‌است.